# Tournoi féminin de France de rugby à sept
Ne doit pas être confondu avec Tournoi de France de rugby à sept.
Pour les articles homonymes, voir Tournoi de France.
Le Tournoi féminin de France de rugby à sept est une compétition de rugby à sept, qui se déroule en France dans le cadre de la série mondiale de rugby à sept.
L'édition inaugurale de 2016 est organisée au stade Gabriel-Montpied à Clermont-Ferrand. Par la suite, le tournoi se joue au stade Jean-Bouin de Paris et au parc des sports d'Aguiléra de Biarritz.

## Histoire

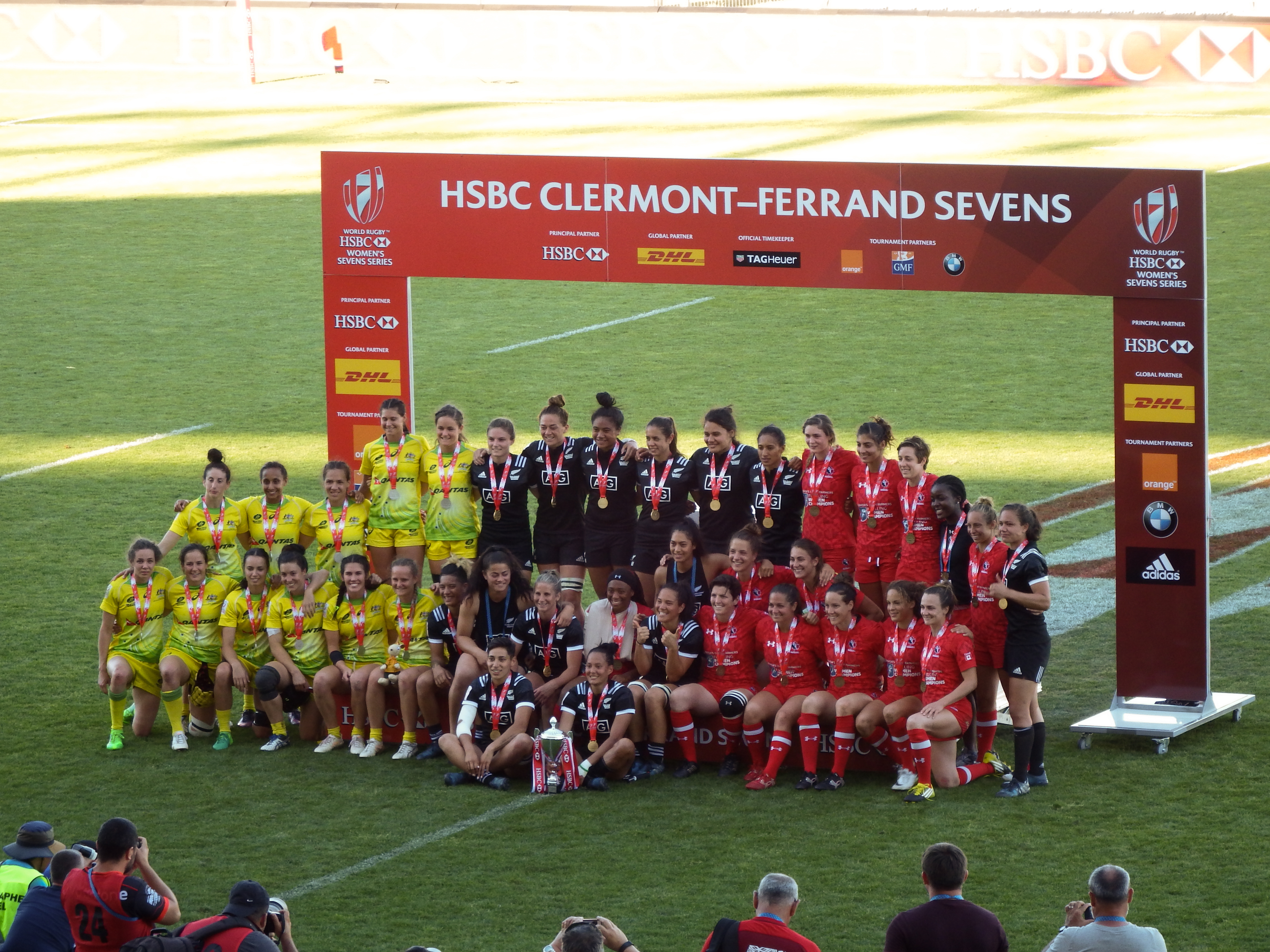
La 2e édition du tournoi se déroule à Clermont-Ferrand, et est remportée par la Nouvelle-Zélande.

La compétition voit le jour en 2016. Les deux premières éditions de la compétition se déroulent au stade Gabriel-Montpied à Clermont-Ferrand. La première édition est disputée par douze équipes.
La deuxième édition a lieu les 24 et 25 juin 2017 ; en tant que dernière étape du tournoi mondial, le titre des World Rugby Women's Sevens Series ainsi que la qualification directe pour la Coupe du monde de rugby à sept 2018 à San Francisco sont en jeu.
L'édition 2018 a lieu au stade Jean-Bouin à Paris, regroupant par la même occasion les tournois masculin et féminin dans la même enceinte et sur la même période. Elle se tient du 8 au 10 juin 2018, disputée par douze équipes.
La Fédération française de rugby et World Rugby choisissent d'à nouveau dissocier les tournois masculin et féminin en 2019, afin d'améliorer la visibilité du tournoi féminin, ainsi que d'éviter une non-disponibilité du stade Jean-Bouin le week-end du 15 et 16 juin avec un éventuel barrage de championnat disputé à domicile par le Stade français Paris. Son organisation est donc délocalisée au parc des sports d'Aguiléra.
Le tournoi est rapatrié au stade Jean-Bouin dès l'édition de 2020. Néanmoins, elle est reportée en raison de la pandémie de Covid-19, puis définitivement annulée. Dans l'optique de la saison 2021 des séries mondiales au format réduit, la France est choisie pour organiser l'étape d'ouverture, avant un second tournoi le week-end suivant ; les deux étapes doivent se disputer au stade Pierre-Camou de Marcoussis ; les tournois sont finalement annulés en raison de la situation sanitaire. Pour l'édition 2022, un stade inédit est choisi, le stade Ernest-Wallon de Toulouse.

## Identité visuelle

Évolution du logo
Logo des éditions 2016 et 2017.
Logo de l'édition 2018.
Logo de l'édition 2019.
Logo depuis l'édition 2022.

## Palmarès
| Date              | Stade                                    | Cup       | Cup     | Cup       | Plate     | Bowl      |
| Date              | Stade                                    | Vainqueur | Score   | Finaliste | Vainqueur | Vainqueur |
| ----------------- | ---------------------------------------- | --------- | ------- | --------- | --------- | --------- |
| 28 au 29 mai 2016 | stade Gabriel-Montpied, Clermont-Ferrand | Canada    | 29 - 19 | Australie | France    | Russie    |

| Date               | Stade                                    | Cup                                                  | Cup                                                  | Cup                                                  | Challenge Trophy                                     |
| Date               | Stade                                    | Vainqueur                                            | Score                                                | Finaliste                                            | Vainqueur                                            |
| ------------------ | ---------------------------------------- | ---------------------------------------------------- | ---------------------------------------------------- | ---------------------------------------------------- | ---------------------------------------------------- |
| 24 au 25 juin 2017 | stade Gabriel-Montpied, Clermont-Ferrand | Nouvelle-Zélande                                     | 22 - 7                                               | Australie                                            | Espagne                                              |
| 8 au 10 juin 2018  | stade Jean-Bouin, Paris                  | Nouvelle-Zélande                                     | 33 - 7                                               | Australie                                            | Irlande                                              |
| 15 au 16 juin 2019 | parc des sports d'Aguiléra, Biarritz     | États-Unis                                           | 26 - 10                                              | Nouvelle-Zélande                                     | Canada                                               |
| 30 au 31 mai 2020  | stade Jean-Bouin, Paris                  | Édition annulée en raison de la pandémie de Covid-19 | Édition annulée en raison de la pandémie de Covid-19 | Édition annulée en raison de la pandémie de Covid-19 | Édition annulée en raison de la pandémie de Covid-19 |
| 15 au 16 mai 2021  | stade Pierre-Camou, Marcoussis           | Édition annulée en raison de la pandémie de Covid-19 | Édition annulée en raison de la pandémie de Covid-19 | Édition annulée en raison de la pandémie de Covid-19 | Édition annulée en raison de la pandémie de Covid-19 |
| 22 au 23 mai 2021  | stade Pierre-Camou, Marcoussis           | Édition annulée en raison de la pandémie de Covid-19 | Édition annulée en raison de la pandémie de Covid-19 | Édition annulée en raison de la pandémie de Covid-19 | Édition annulée en raison de la pandémie de Covid-19 |
| 20 au 22 mai 2022  | stade Ernest-Wallon, Toulouse            | Nouvelle-Zélande                                     | 21 - 14                                              | Australie                                            | Fidji                                                |
| 12 au 14 mai 2023  | stade Ernest-Wallon, Toulouse            | Nouvelle-Zélande                                     | 19 - 14                                              | États-Unis                                           | Australie                                            |

## Stades
Durant son histoire, le tournoi de France a été organisé dans plusieurs stades.

De 2016 à 2017 : stade Gabriel-Montpied de Clermont-Ferrand.
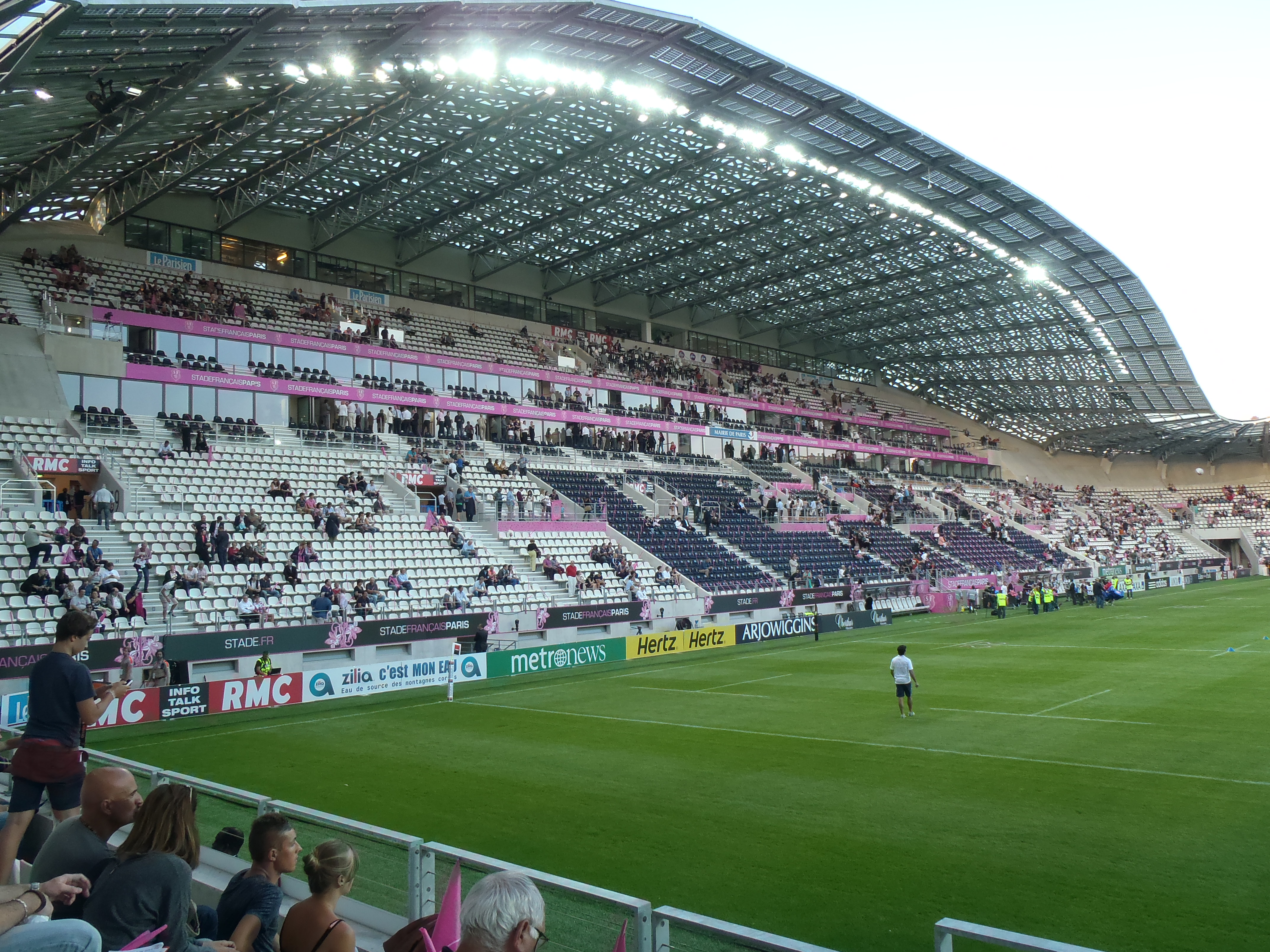
En 2018 : stade Jean-Bouin de Paris.
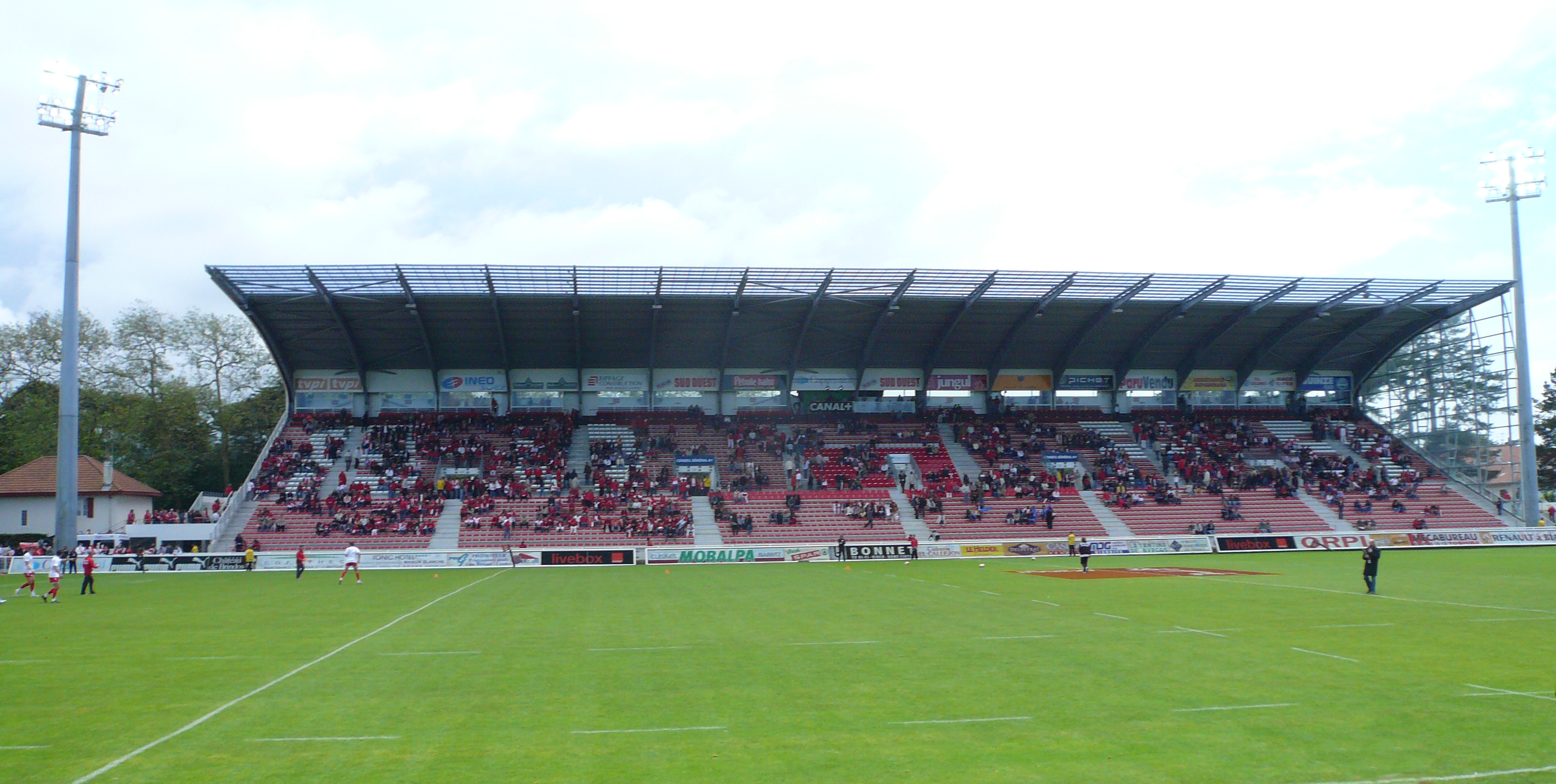
En 2019 : parc des sports d'Aguiléra de Biarritz.
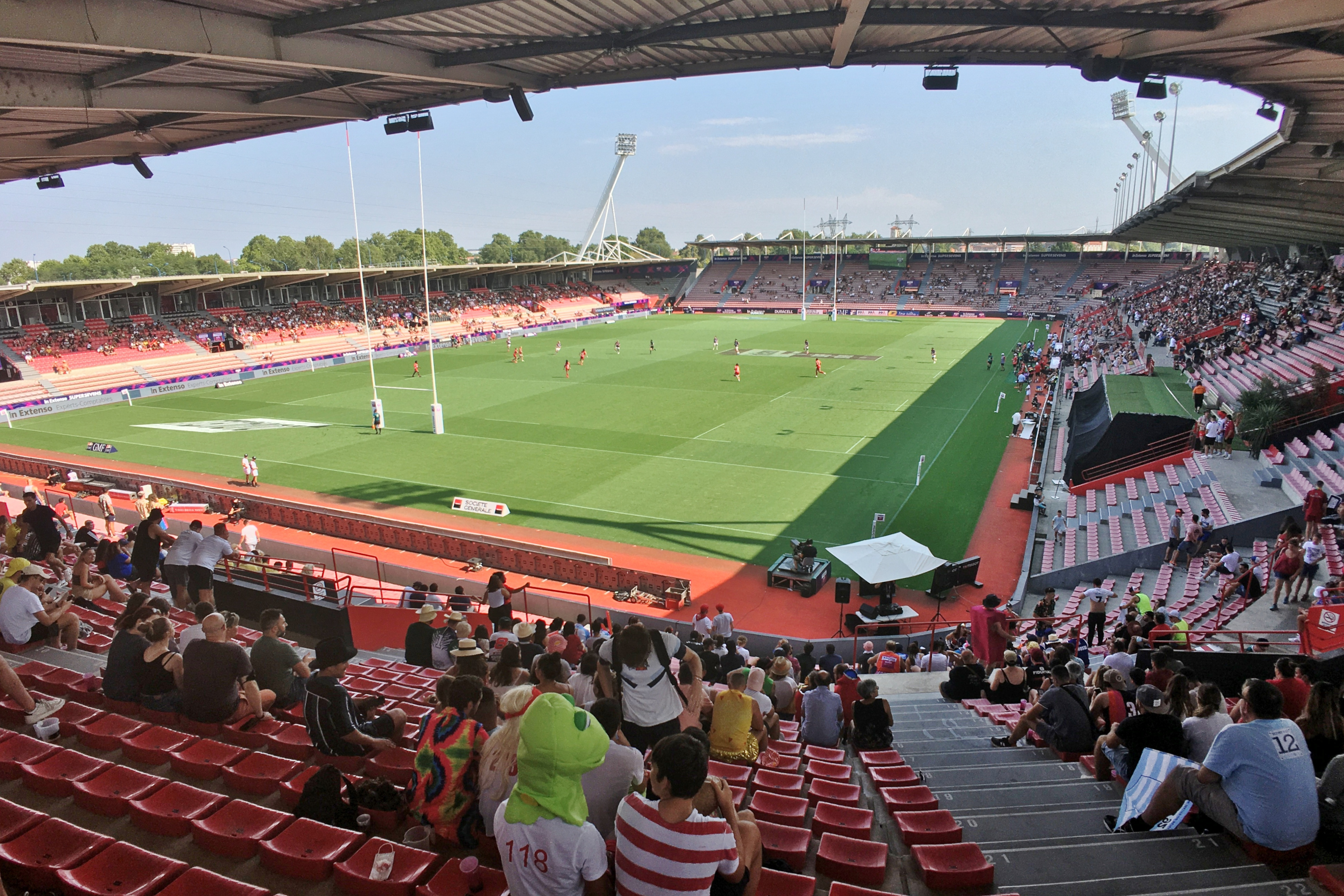
De 2022 à 2023 : stade Ernest-Wallon de Toulouse.